# Videojoc de construcció de ciutats

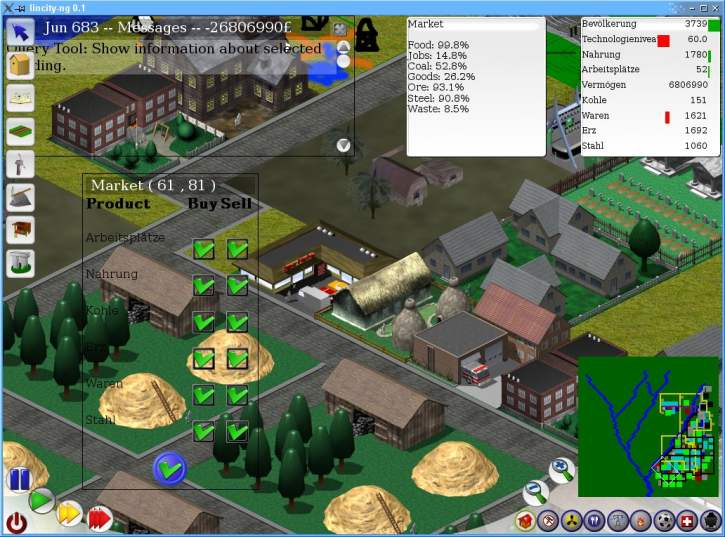
Lincity és el principal videojoc lliure de construcció de ciutats.

Els videojocs de construcció de ciutats constitueixen un gènere de videojoc, quasi sempre d'ordinador, en el qual el jugador ha construir i administrar una ciutat, normalment des d'una vista des del cel (sovint isomètrica). Els jugadors només poden escollir la posició dels edificis de l'ajuntament i com administrar-los, a més de poder tirar endavant o no lleis i ordenances, els edificis on viurà la població els controla la intel·ligència artificial del videojoc, així com els negocis, les fàbriques i altres construccions privades.
Sovint els jocs de construcció de ciutats són també jocs de simulació econòmica i sovint confosos amb els jocs de ser déu. Quan en comptes d'una ciutat es controla una civilització completa i intervé el pas del temps i les lluites contra altres rivals, el joc pertany al gènere de videojoc de construcció d'imperis o de les 4X.

## Història del gènere
El primer videojoc que es pot considerar d'aquest gènere és Utopia, del 1982 en el qual el jugador havia d'administrar dues illes, construir-hi escoles, hospitals, granges, vaixells de pesca... En aquest joc només hi havia 16 espais per a construir-hi a cada illa.
Tanmateix, el gènere es va consolidar amb el SimCity el 1989. Que seguia amb la vista vertical, però permetia crear molts més edificis, el terreny era molt més gran i la intel·ligència artificial estava més avançada. Posteriorment s'han publicat més versions de la saga SimCity.
El 1993 es va publicar Caesar un joc similar però que estava ambientat en l'antiga Roma. També de la sèrie Caesar s'han publicat nombrosos videojocs. Aquell mateix any Dungeons & Dragons va publicar el videojoc Stronghold, que era una barreja del SimCity i un videojoc d'estratègia en temps real amb atacs dels enemics. També el 1993 es va llençar el SimCity 2000.
El 1999 Electronic Arts va publicar el SimCity 3000 i el 2003 el SimCity 4.
Alguns dels primers jocs del gènere en incorporar gràfics 3D van ser Tycoon City: New York i City Life, el 2006. SimCity va publicar a finals del 2007 SimCity Societies, també en tres dimensions però que es desmarcava de l'estil de joc dels anteriors SimCity. Dos anys després Monte Cristo va publicar Cities XL, un videojoc que s'assemblava molt més al SimCity 4 i el 2011 van llançar Cities XL 2011, una nova versió millorada del joc.
El març del 2013, Maxis va acabar el desenvolupament de la cinquena versió del SimCity.

## Característiques
En aquest gènere, com en molts jocs de simulació, no hi ha un objectiu concret. El jugador pot recórrer a molts finals pel joc. Usualment l'objectiu és crear una ciutat amb el major nombre d'habitants i amb la millor qualitat vida. No obstant això, el joc pot seguir diversos camins i es pot escollir o bé fer una gran ciutat amb gratacels o fer un petit poble.

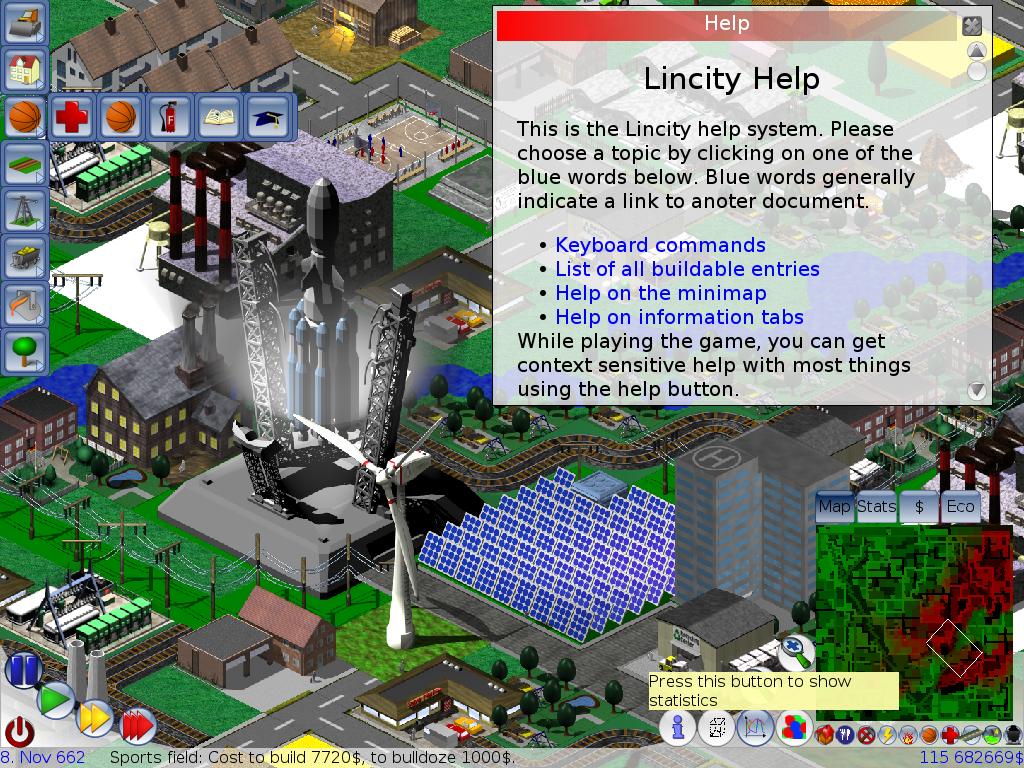
Lincity és un dels pocs videojocs del gènere que té un objectiu estipulat: aconseguir sobreviure al desastre ecològic. A més a més és programari lliure.

El videojoc Lincity és una excepció, tot i ser d'aquest gènere té un objectiu: es tracta de sobreviure al desastre ecològic produït per la sobreexplotació del medi. Per fer això hi ha dues maneres: aconseguir un desenvolupament sostenible o evacuar la població amb una nau espacial.

### Mode de joc
Actualment els videojocs incorporen diversos modes de joc. El mètode original era partir d'un terreny buit i amb uns determinats diners el jugador havia de construir la ciutat, tot i això hi ha jocs que incorporen la possibilitat de començar amb petites ciutats creades i només haver-les d'expandir, també hi ha jocs que permeten modificar el terreny de la ciutat abans de començar-hi a jugar.
En aquests jocs s'acostuma a valorar la qualitat de vida del població virtual a partir d'alguns indicadors, com són l'índex de contaminació; si reben serveis de llum, aigua i gas; si les inversions en educació, sanitat i seguretat són les adequades, si hi ha transport públic, si l'atur és reduït...
La majoria de jocs d'aquest gènere permeten determinar unes zones perquè s'hi construeixin els edificis que utilitzarà la població. Així mentre els hospitals i les escoles (per exemple) van a càrrec del jugador, és la intel·ligència artificial del joc qui escull on construir les cases. Normalment les zones que es poden marcar per a construir es divideixen en residencial, comercial i industrial, tot i que alguns jocs incorporen més zones (el SimCity 3000 permet assignar zones de port, aeroport i de deixalleria).

## Videojocs més populars

### SimCity
La saga més coneguda dels jocs de construcció de ciutats és el SimCity que va publicar el novembre del 2007 la cinquena versió anomenada SimCity Societies desenvolupat per Tilted Mill Entertainment. No obstant els primers productes de la saga els va desenvolupar Maxis amb Will Wright al capdavant.

### CityLife i Cities XL
El 12 de maig del 2006 va sortir (a Europa) el videojoc CityLife, desenvolupat per Monte Cristo. Tenia un entorn totalment 3D (cosa inèdita en el gènere) que permetia moure la càmera amb total llibertat i fer zoom, també destacava la possibilitat de construir els edificis amb angle, fins llavors tots es construïen seguint una quadrícula dibuixada a terra. També incorporava temps meteorològic i desastres.
El 2009 MonteCristo va publicar Cities XL, dos anys després Cities XL 2011 i el 2012 Cities XL 2012.

### Caesar
La saga de videojocs Caesar tot i ser un simulador de construcció de ciutats té una peculiaritat: està ambientat a l'antiga Roma. La primera versió va sortir el 1992 i era molt semblant al SimCity, només incloent la temàtica romana. A poc a poc es va anar diferenciant del SimCity. Una de les característiques més conegudes de la saga era la inclusió del vessant militar, que cap altre joc del gènere portava.

### Anno
El videojoc Anno 1602 (2000) desenvolupat per Sunflowers Interactive Entertainment Software barrejava elements del gènere de la construcció de ciutats amb el de l'estratègia en temps real. Posteriorment se n'han publicat noves versions. La saga Anno està ambientada en l'edat moderna.

### Videojocs lliures

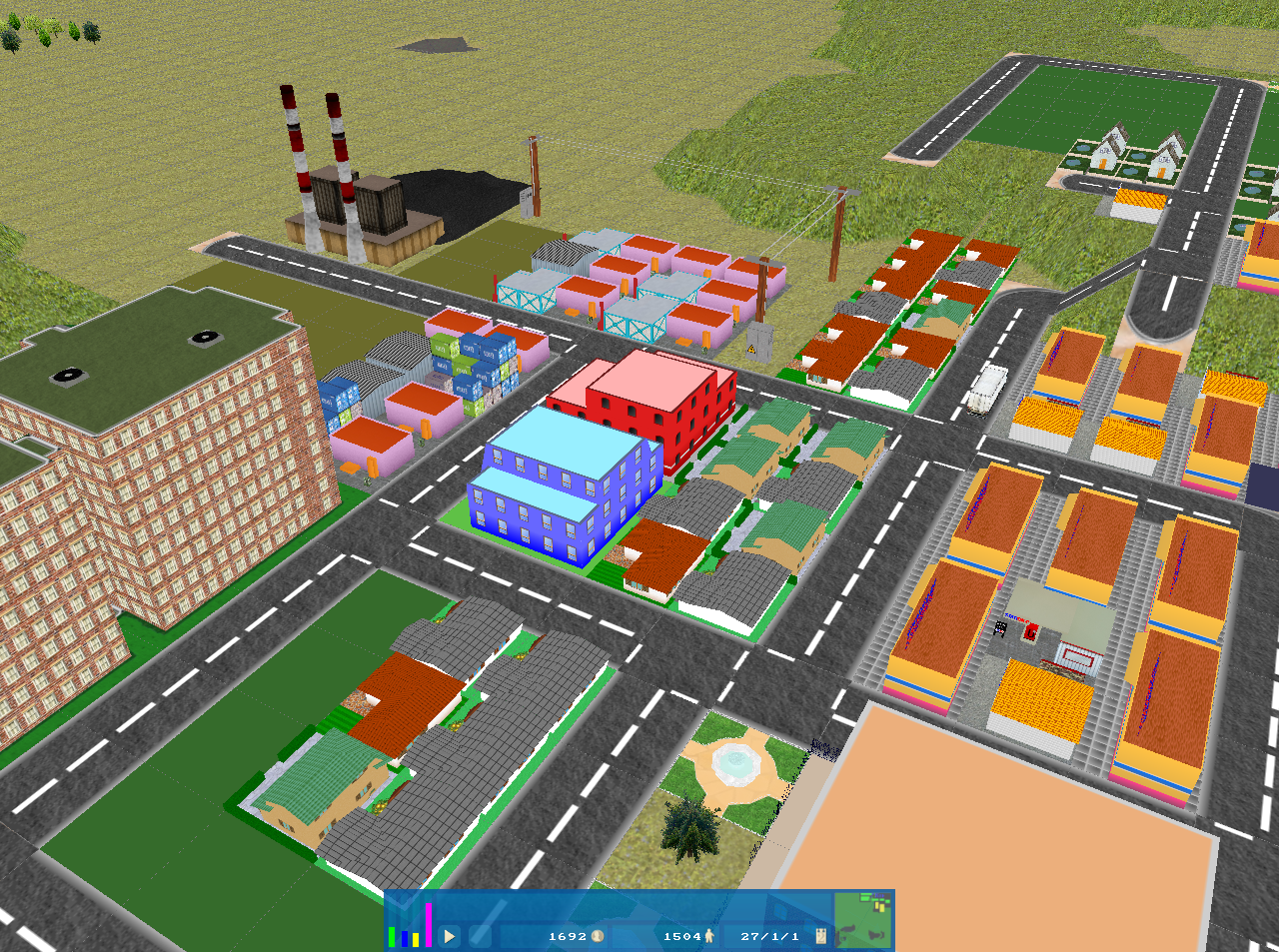
L'OpenCity té l'objectiu de ser com el SimCity 2000 (o millor), en tres dimensions i lliure.

El Lincity-NG és la principal proposta lliure del gènere. Té una vista isomètrica semblant a la del SimCity 2000. Hi ha una versió en català del programa i és multiplataforma. L'objectiu és salvar els habitants de la ciutat del desastre ecològic imminent degut a la contaminació i la sobreexplotació del medi ambient, per aconseguir-ho es pot evacuar tota la població a l'espai amb la construcció d'un coet o aconseguir un desenvolupament sostenible. El Lincity-NG té la particularitat que tots els edificis els ha de construir el jugador (incloses les cases, els negocis i les fàbriques).
L'OpenCity un projecte que aspira a ser un clon lliure del SimCity 2000 i en tres dimensions. També és multiplataforma.
El 10 de gener del 2008 Electronic Arts va alliberar el SimCity Classic sota la llicència GPL. El nom del nou joc va ser Micropolis.

## Curiositats
- El SimCity ha estat utilitzat en classes d'urbanisme.